# 田奈村
田奈村（たなむら）は、1889年（明治22年）4月1日から1939年（昭和14年）4月1日まで存在した神奈川県都筑郡の村。

## 概要
- 神奈川県都筑郡北部の村。現在の神奈川県横浜市青葉区西部（奈良川・恩田川流域）、緑区西部にあたる。
- 神奈川県高座郡には同名異字の「田名村」があった（現相模原市中央区、緑区）。

## 歴史

### 村名の由来
旧恩田村・旧長津田村の「田」と、旧奈良村の「奈」を合わせて「田奈村」とした。

### 沿革・年表
- 1889年（明治22年）4月1日 - 町村制の施行により、恩田村、奈良村、長津田村が合併して発足。
- 1939年（昭和14年）4月1日 - 横浜市に編入。同日田奈村廃止。同日に新設された港北区の一部となる。
- 1969年（昭和44年）4月1日 - 横浜市港北区から緑区が分区。旧村域は緑区となる。
- 1994年（平成6年）11月6日 - 横浜市港北区、緑区の2区が、港北区、緑区、都筑区、青葉区の4区に再編成。旧村域のうち旧長津田村が緑区に残り、残部が青葉区になる。

## 行政

### 村長
村長は以下の通りである。
- 井上忠太郎[1]

## 経済

### 産業
農業
『大日本篤農家名鑑』によれば、田奈村の篤農家は黒瀧、小泉、河原、小池、小林、三澤、井上、河原姓の人物がいた。

## 地域

### 施設
- 長津田郵便局 - 1903年、開設[3]。歴代局長は井上粂太郎、井上四郎兵衛、井上忠太郎、井上丈夫[3]。

## 交通

### 鉄道
- 鉄道省（現JR東日本）
  - 横浜線：長津田駅

現在は東急田園都市線の青葉台駅、田奈駅、長津田駅、横浜高速鉄道こどもの国線の長津田駅、恩田駅、こどもの国駅が存在するが、当時は未開業。

### 道路
- 厚木大山街道（現国道246号）
- 神奈川県道139号真光寺長津田線（現在の名称）

## 現在の地名
いずれも大体の範囲。
横浜市青葉区
- 青葉台
- あかね台
- 榎が丘
- 恩田町 - 村役場が所在した
- 桂台
- しらとり台
- 田奈町
- つつじが丘
- 奈良
- 奈良町
- 松風台
- 緑山
- 若草台の全域
- 桜台
- さつきが丘
- すみよし台
- たちばな台
- 藤が丘の各一部

横浜市緑区
- いぶき野
- 長津田
- 長津田町
- 長津田みなみ台

## 出身人物
- 井上貞蔵（商学博士、日本大学名誉教授） - 長津田の人。